# Profundor

Efectul profundorului asupra asietei avionului

Ampenajul unui Airbus A380, cu stabilizatoarele și profundoarele sale

Profundorul este o suprafață de comandă a zborului, amplasată de obicei în ampenajul unui avion. Profundorul este mobil, articulat de stabilizator și comandat cu ajutorul manșei. El asigură asieta avionului, respectiv unghiul de atac al aripilor și portanța lor. La unele construcții din perioada de pionierat a aviației el era plasat în fața avionului. La unele avioane supersonice actuale este monobloc cu stabilizatorul, formând o singură suprafață, mobilă.

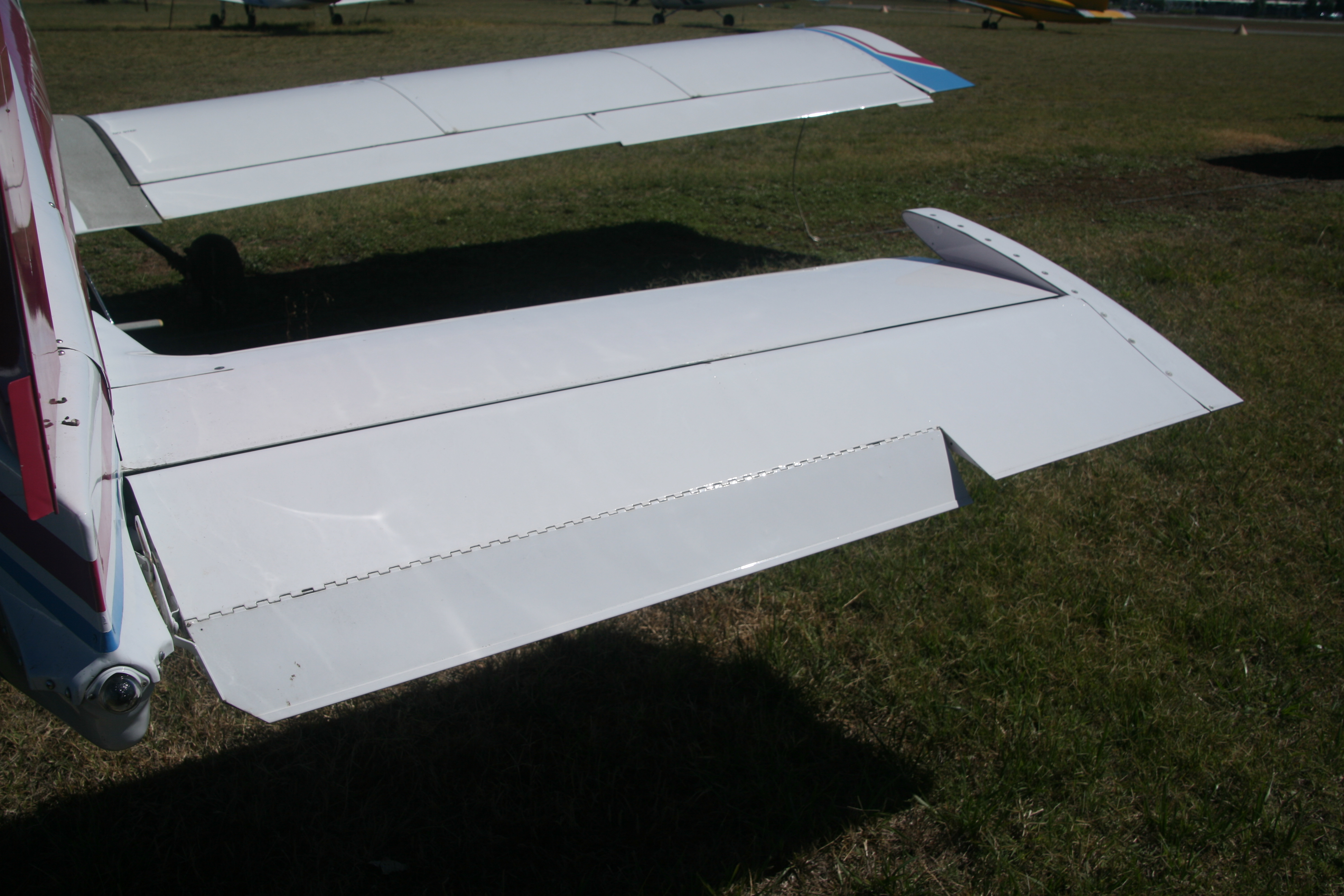
Profundorul și compensatorul lui la un avion ușor (perspectiva e exagerată)

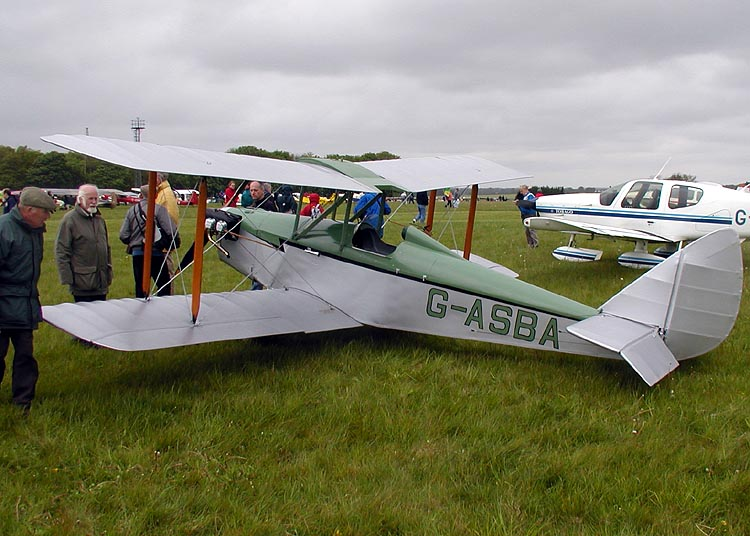
Profundor al unui biplan Currie Wot bracat în jos până aproape atinge iarba

## Efectul profundorului
La avioanele în configurație clasică ampenajul orizontal creează o forță îndreptată în jos („portanță negativă”), care contrabalansează tendința botului avionului de a se îndrepta în jos. Această tendință este necesară pentru a se putea recupera avionul dintr-o angajare (en) și se obține prin momentul forței de sustentație, forță care se aplică în centrul de presiune al aripii, care se proiectează a fi în spatele centrului de greutate al avionului. De asemenea, ampenajul orizontal trebuie să compenseze momentele create de forța de rezistență la înaintare a avionului și de forțele de tracțiune. Pentru asta, forța generată de ampenajul orizontal trebuie să fie ajustabilă, astfel că, în afară de o suprafață fixă, stabilizatorul, el trebuie să cuprindă și o suprafață mobilă de comandă, profundorul. Funcționarea ampenajului orizontal este următoarea:
- O creștere a forței în jos, determinată de bracarea în sus a profundorului prin tragerea manșei determină coborârea cozii și ridicarea botului avionului. Prin asta crește unghiul de atac al aripilor, determinând creșterea portanței lor. Simultan crește și rezistența la înaintare, iar pentru menținerea vitezei avionului este nevoie de creșterea tracțiunii.[3][4]
- O scădere a forței în jos, determinată de bracarea în jos a profundorului prin împingerea manșei determină ridicarea cozii și îndreptarea botului avionului în jos. Prin asta scade unghiul de atac al aripilor, determinând scăderea portanței lor și accelerarea avionului în jos.[3][4]

La avioanele subsonice pe profundor sunt prevăzute compensatoare prin care sunt echilibrate forțele din manșă în poziție neutră la asieta și viteza dorită. La avioanele supersonice ampenajul orizontal este mobil în întregime deoarece undele de șoc produse pe stabilizator fac ca profundorul să devină ineficient.